# Edward Disbrowe
Edward Disbrowe (1754 – 1818) est un militaire et homme politique anglais.

## Biographie
Il est le fils de George Disbrowe et Margaret Vaughan. Il vient d'une vieille famille du Northamptonshire, descendant de John Desborough (en), un officier parlementaire pendant la guerre civile anglaise, et de son épouse Jane Cromwell, une sœur d'Oliver Cromwell. Il est le premier de sa famille à être établi à Walton-on-Trent, où il hérite d'un domaine en 1773.

## Carrière
Tout en servant comme officier dans la milice du Staffordshire, il devient un ami du roi et devient écuyer de George III, vice-chambellan à la reine Charlotte et maître de St Katharine's by the Tower. Son beau-frère, Robert Hobart (4e comte de Buckinghamshire), le secrétaire aux colonies, fournit à Disbrowe une sinécure pour l'aider à subvenir aux besoins de sa famille.
Il est député de Windsor au Parlement de 1806 jusqu'à sa mort. Sa carrière est marquée par une fréquentation ponctuelle, un soutien généralement silencieux au gouvernement et une opposition aux secours catholiques. Pendant qu'il est député, il est le premier à informer les ministres de la rechute du roi dans la folie en 1810, qui conduit à la régence du prince de Galles.

## Mariage et enfants
Il épouse Charlotte Hobart, fille de George Hobart (3e comte de Buckinghamshire). Elle meurt en 1798. Ils ont six enfants, parmi eux Edward Cromwell Disbrowe, député de Windsor, et Charlotte Albina Disbrowe, qui épouse Herbert Taylor (officier), le successeur d'Edward en tant que maître de St. Katharine.